# Зіглер (Іллінойс)
Зіглер (англ. Zeigler) — місто (англ. city) в США, в окрузі Франклін штату Іллінойс. Населення — 1484 особи (2020).

## Географія
Зіглер розташований за координатами 37°54′26″ пн. ш. 89°3′4″ зх. д. / 37.90722° пн. ш. 89.05111° зх. д. (37.907223, -89.051023).  За даними Бюро перепису населення США в 2010 році місто мало площу 3,52 км², з яких 3,51 км² — суходіл та 0,02 км² — водойми.

## Демографія
Згідно з переписом 2010 року, у місті мешкала 1801 особа в 721 домогосподарстві у складі 469 родин. Густота населення становила 511 особа/км².  Було 799 помешкань (227/км²).
Расовий склад населення:
| - 97,6 % — білих - 0,5 % — корінних американців - 0,3 % — чорних або афроамериканців - 0,1 % — азіатів |

До двох чи більше рас належало 1,3 %. Частка іспаномовних становила 1,1 % від усіх жителів.
За віковим діапазоном населення розподілялося таким чином: 24,6 % — особи молодші 18 років, 58,6 % — особи у віці 18—64 років, 16,8 % — особи у віці 65 років та старші. Медіана віку мешканця становила 38,4 року. На 100 осіб жіночої статі у місті припадало 96,0 чоловіків;  на 100 жінок у віці від 18 років та старших — 94,6 чоловіків також старших 18 років.
Середній дохід на одне домашнє господарство  становив 42 128 доларів США (медіана — 34 036), а середній дохід на одну сім'ю — 47 878 доларів (медіана — 41 029). Медіана доходів становила 29 531 долар для чоловіків та 23 289 доларів для жінок. За межею бідності перебувало 24,2 % осіб, у тому числі 34,5 % дітей у віці до 18 років та 5,3 % осіб у віці 65 років та старших.
Цивільне працевлаштоване населення становило 603 особи. Основні галузі зайнятості: виробництво — 23,2 %, освіта, охорона здоров'я та соціальна допомога — 18,4 %, транспорт — 10,4 %, роздрібна торгівля — 9,1 %.